# Vlag van Rio Grande do Norte

Vlag van Rio Grande do Norte

De vlag van Rio Grande do Norte bestaat uit twee even hoge horizontale banen in de kleuren groen (boven) en wit. In het midden van de vlag staat het wapen van Rio Grande do Norte. De vlag heeft een ratio van 2:3.
De vlag is op 3 december 1957 officieel aangenomen.

## Voormalige vlag

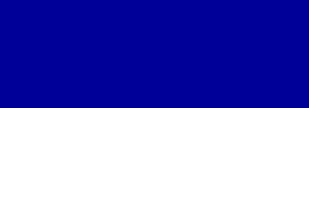
Vlag van voor 1957